# Sport à Londres
LCapitale du Royaume-Uni, ville la plus peuplée d'Europe, Londres tient une place de choix au niveau sportif dans le monde entier. La ville est un lieu emblématique pour certains sports tels que le football, où on peut trouver une dizaine de clubs professionnels ainsi que le mythique Stade de Wembley, le rugby où la ville a bien entendu ses représentants dans les divisions les plus élevées sans parler du temple du rugby, le Stade de Twickenham, et le cricket, avec le Lord's Cricket Ground, Home of the Cricket.
Des événements majeurs tels que Wimbledon, l'un des quatre Grand Chelem de tennis mais aussi The Boat Race, course de référence dans le monde de l'aviron, opposant l'Université de Cambridge à l'Université d'Oxford.

## Principaux clubs de Londres
Les clubs cités ci-dessous sont tous professionnels. 
| Club                           | Sport       | Fondé en | Ligue                 | Stade                          |
| ------------------------------ | ----------- | -------- | --------------------- | ------------------------------ |
| Football                       |             |          |                       |                                |
| Arsenal                        | Football    | 1886     | Premier League        | Emirates Stadium               |
| Chelsea                        | Football    | 1905     | Premier League        | Stamford Bridge                |
| Crystal Palace                 | Football    | 1905     | Premier League        | Selhurst Park                  |
| Tottenham Hotspur              | Football    | 1882     | Premier League        | Tottenham Hotspur Stadium      |
| West Ham United                | Football    | 1895     | Premier League        | London Stadium                 |
| Fulham                         | Football    | 1879     | Premier League        | Craven Cottage                 |
| Brentford                      | Football    | 1889     | Premier League        | Gtech Community Stadium        |
| Queens Park Rangers            | Football    | 1882     | Championship          | Loftus Road                    |
| Millwall                       | Football    | 1885     | Championship          | The Den                        |
| Charlton Athletic              | Football    | 1905     | League One            | The Valley                     |
| Leyton Orient                  | Football    | 1881     | League One            | Brisbane Road                  |
| AFC Wimbledon                  | Football    | 2002     | League Two            | The Cherry Red Records Stadium |
| Dagenham & Redbridge           | Football    | 1992     | National League       | Victoria Road                  |
| Barnet                         | Football    | 1888     | National League       | The Hive Stadium               |
| Rugby                          |             |          |                       |                                |
| Harlequins                     | Rugby       | 1866     | Gallagher Premiership | The Stoop                      |
| London Irish                   | Rugby       | 1898     | Gallagher Premiership | Gtech Community Stadium        |
| Ealing Trailfinders Rugby Club | Rugby       | 1871     | RFU Championship      | Trailfinders Sports Ground     |
| London Scottish Football Club  | Rugby       | 1878     | RFU Championship      | Athletic Ground                |
| London Welsh RFC               | Rugby       | 1885     | RFU Championship      | Old Deer Park                  |
| Basket-ball                    |             |          |                       |                                |
| London Lions                   | Basket-ball | 1977     | RFU Championship      | Copper Box                     |

## Ville olympique
Londres est la ville qui a accueilli le plus de fois les Jeux olympiques d'été, les IVe olympiades en 1908, les XIVe olympiades en 1948, les XXXe olympiades en 2012.
Avec à chaque olympiade, un stade olympique différent à savoir, White City Stadium, Stade de Wembley et le Stade olympique de Londres.

## Athlétisme
Londres accueille chaque année la neuvième manche de la prestigieuse Ligue de diamant avec le meeting du London Grand Prix organisé au Stade olympique de Londres.
Chaque avril depuis 1981, Londres accueille l'un des plus grands marathons du monde, le marathon de Londres (faisant partie des World Marathons Major). En effet, la longueur maintenant standard pour un marathon moderne a été établie aux Jeux Olympiques de Londres de 1908. Le London Triathlon, le plus grand événement de triathlon au monde, a également lieu chaque année dans la ville.
Le Crystal Palace National Sports Centre, dans le sud de Londres, accueille une piste d'athlétisme et est souvent utilisé pour des réunions nationales. Les autres sites d'athlétisme incluent Croydon Arena, Mile End Stadium, Olympic Stadium à l'est de Londres ainsi que Perivale Park et Linford Christie Stadium à l'ouest.

## Aviron
Chaque année, depuis 1829 a lieu sur la Tamise, The Boat Race, célèbre course opposant les universités de Cambridge et d'Oxford. 
En outre, il existe de nombreux clubs d'aviron à Londres basés le long de la Tamise, en particulier dans la zone de Putney. Plus de vingt clubs d'aviron sont basés sur la Tamise à Putney Embankment ; parmi les plus grands, on trouve le London Rowing Club (le plus ancien, créé en 1856), le Thames Rowing Club, l'University of London Boat Club, l'Imperial College Boat Club et Vesta Rowing Club. Le Leander Club possédait un hangar à bateaux à Putney de 1867 à 1961. Les clubs de Putney ont produit une pléthore de médaillés olympiques et de vainqueurs de Henley.
Les installations pour l'aviron sont excellentes, avec notamment le London Regatta Centre ultramoderne, au Royal Albert Dock dans les Docklands.

## Cricket
Le cricket est très bien organisé et établi à Londres, et est le deuxième sport le plus populaire après le football. Londres a deux terrains principaux de cricket (une distinction rare dans le cricket mondial) : Lord's et The Oval. Lord's, situé à St John's Wood, appartient au Marylebone Cricket Club (MCC) et abrite également le Middlesex County Cricket Club, le England and Wales Cricket Board (ECB), le European Cricket Council (ECC) et, jusqu'en août 2005, le Conseil international de cricket (ICC). Lord's est largement appelé la "maison du cricket" et abrite le plus ancien musée sportif du monde.  
The Oval de Kennington, domicile du Surrey CCC, est devenu le premier terrain en Angleterre à accueillir le test de cricket international en septembre 1880. L'Ovale était également un lieu important pour le football: le premier match international de l'Angleterre (contre l'Ecosse) y a eu lieu en 1870, et c'était le lieu de la première finale de la FA Cup (en 1872), puis des finales plus tard entre 1874 et 1892.

## Football
Londres est un endroit qui occupe une place spéciale dans l'histoire et le monde du football. Plusieurs clubs issus de Londres et de sa banlieue figurent parmi les onze clubs fondateurs de The Football Association (FA), fondé en 1863, c'est la plus vieille organisation de football au monde et c'est à Londres que ce jeu fut pour la première fois réglementé.
Le football est le sport le plus populaire et cela se vérifie facilement avec le nombre de clubs professionnels qu'on trouve dans cette ville. La plupart des clubs londoniens sont nommés d'après le quartier dans lequel ils jouent.
Mais aujourd'hui, deux des formations les plus prestigieuses ne jouent pas vraiment dans le quartier que laisse à croire le nom ainsi le club d'Arsenal FC fondé à Woolwich Arsenal, joue à Holloway alors que Chelsea FC joue non pas à Chelsea mais à Fulham.
Dans le football anglais, il existe deux places fortes, Londres et le nord-ouest avec les villes de Liverpool et de Manchester, à eux trois ces deux places fortes comptent les quatre grands clubs que sont Chelsea FC, Arsenal FC, Manchester United FC et Liverpool FC. 
Wanderers FC est le premier club londonien à avoir remporté un trophée, en l’occurrence la FA Cup lors de sa première édition en 1872, le club devient un spécialiste de l'épreuve dans les années qui suivirent, d'autres clubs londoniens réussirent également à ramener le trophée, comme Clapham Rovers FC, Old Carthusians FC.
Devant Manchester United FC, Arsenal FC est le recordman de victoires, quatorze trophées remportés, le club de Tottenham Hotspur FC remporta huit fois la compétition et Chelsea FC, sept fois.
En ce qui concerne la Premier League, Arsenal FC est le premier club anglais à l'avoir remporté lors de la saison 1930/1931, soit bien longtemps après sa création, Arsenal FC qui réédite plusieurs fois l'exploit dans les années 30, Tottenham Hotspur FC fut le deuxième club londonien à remporter la compétition en 1951, suivi de Chelsea FC peu de temps après, en 1955.
Au total c'est Arsenal FC le troisième club anglais et le premier club londonien, le plus titré du championnat anglais avec 13 titres, Chelsea FC remporta la compétition 6 fois et quant à Tottenham Hotspur FC, il ne la remporta que deux fois.
Les clubs londoniens se montrèrent plusieurs fois sur la scène européenne. Ainsi Tottenham Hotspur FC remporta la coupe des coupes en 1963 et la Coupe UEFA en 1972, 1984 et 2025, Arsenal FC remporta la Coupe des villes de foires en 1970 et la coupe des coupes en 1994, Chelsea FC remporta la coupe des coupes en 1971 et 1998, West Ham United FC remporta la coupe des coupes en 1965.
Enfin, il fallut attendre 2012 pour voir Chelsea FC offrir enfin la Ligue des champions à la ville de Londres, puis la Ligue Europa la saison suivante, cette dernière gagnée à nouveau par le club en 2019. Chelsea gagna une seconde Ligue des Champions en 2021.

## Rugby
Londres possède 5 clubs professionnels de Rugby et le fameux stade de Twickenham. Le stade de Twickenham est considéré comme le stade national de rugby d'Angleterre et doit son nom à la ville de Twickenham. L'équipe nationale anglaise y joue ses matchs à domicile pendant le championnat des Six Nations, ainsi que les nations en tournée de novembre. Le terrain a également accueilli la finale de la Coupe du monde de rugby 1991, où l'Australie a battu l'Angleterre. Les deux clubs de rugby jouant à Londres sont les Harlequins, qui jouent au Stoop, et les Saracens, qui jouent à l'Allianz Park à Hendon. London Irish partage le Madejski Stadium, un terrain de football en dehors des limites du Grand Londres à Reading (bien que toujours dans la zone métropolitaine). Les Wasps ont eux quitté la ceinture de banlieue de Londres en décembre 2014, s'installant à Coventry et achetant la Ricoh Arena, un terrain de football. 

## Tennis
Chaque année, depuis 1877, est organisé le célèbre Tournoi de Wimbledon, l'un des quatre Grand Chelem de tennis, et le plus ancien tournoi de tennis au monde. 
Londres abrite également le Queen's Club, un club de sport privé qui accueille les championnats annuels du Queen's Club (tournoi du Queen's). Londres a accueilli les finales de l'ATP World Tour (Masters) à l'O2 Arena de 2009 à 2020. Il y a aussi le National Tennis Center récemment ouvert par la reine à Roehampton.

## Stades et installations sportives
| \| Brentford Sta. Craven Cottage Loftus Road Highbury Arsenal Sta. White Hart Lane Tottenham Sta. Stade olympique The Den Selhurst Park Stamford Bridge Upton Park White City Wembley Crystal Palace The Valley Vélodrome Lord's The Oval Plough Lane Claremont Road Wimbledon Twickenham The Stoop Trailfinders \| Localisation des stades actuels et historiques (italique) du Grand Londres. |
| Brentford Sta. Craven Cottage Loftus Road Highbury Arsenal Sta. White Hart Lane Tottenham Sta. Stade olympique The Den Selhurst Park Stamford Bridge Upton Park White City Wembley Crystal Palace The Valley Vélodrome Lord's The Oval Plough Lane Claremont Road Wimbledon Twickenham The Stoop Trailfinders                                                                                   |